# داماد محمود جلال الدين باشا
داماد محمود جلال الدين باشا (ولد في إسطنبول 1853م - وتوفي في بروكسل 17 ديسمبر 1903م) هو رجل دولة عثماني، وشاعر وكاتب.
والده هو أمير البحر العثماني داماد خليل رفعت باشا الكرجي، وأمه هي عصمت خانم. عمل في شبابه في سفارة الدولة العثمانية في مدينة باريس، ثم شغل منصب وزير العدلية وظل يشغله زهاء ثمانية أشهر. وفي ديسمبر 1899م فرّ محمود باشا مع ابنيه الأمير صباح الدين ولطف الله. وهناك من يذكر أن سبب الخلاف بين محمود باشا والسلطان عبد الحميد الثاني كان حول مسألة منح امتياز خط سكة حديد بغداد لألمانيا، فقد كان محمود باشا يفضل إنجلترا إلا أنه لم يستطع إقناع السلطان بذلك، فقرر بعدها الرحيل مع ابنيه. تزوج محمود باشا السلطانة سنيحة بنت السلطان عبد المجيد الأول وأخت السلطان عبد الحميد الثاني، وكان لديهما ابنين هما الأمير صباح الدين ولطف الله.

## حياته
وُلد محمود باشا عام 1853م في مدينة إسطنبول العثمانية، والده هو داماد خليل رفعت باشا الجورجي، ووالدته هي عصمت خانم. عمل في شبابه في سفارة الدولة العثمانية في مدينة باريس. وتزوج محمود باشا من السلطانة سنيحة بنت السلطان عبد المجيد الأول، وكان لديهما ابنان هما الأمير صباح الدين ولطف الله.

## هروبه إلى أوروبا
في ديسمبر 1899م فرَّ داماد محمود باشا مع ابنيه الأمير صباح الدين والأمير لطف الله. ويُذكر أن سبب الخلاف بين محمود باشا والسلطان عبد الحميد الثاني كان حول مسألة منح امتياز خط سكة حديد بغداد لألمانيا، فقد كان محمود باشا يفضل إنجلترا، إلا أنه لم يستطع إقناع السلطان بذلك، فقرر بعدها الرحيل مع ابنيه. وكان هروب محمود باشا مع ابنيه خيانة للسلطان عبد الحميد الثاني حيث أن المعارضين خرجوا من قصره. وفور مغادرة محمود باشا إلى مصر ظل السلطان عبد الحميد الثاني يطلب من الخديوي عباس حلمي الثاني إعادتهم إلى إسطنبول أو إخراجهم من مصر على الأقل ودارت بينهما مكاتبات كثيرة حول هذا الشأن.

### العفو عنه
أصدر السلطان عبد الحميد الثاني عفواً أكثر من مرة عن محمود باشا وابنيه. وقام الخديوي بإرسال «أحمد شفيق باشا» إلى محمود باشا ليخبره بالعفو الصادر من السلطان فوافق محمود باشا على ذلك إلا أن ابنيه رفضا الرجوع قبل إدخال إصلاحات في الدولة، وكان محمود باشا يخاف من العودة وحده. وفي 10 أبريل 1900م طلب محمود باشا مقابلة أحمد شفيق باشا وأخبره أنه لا يرغب بالعودة إلى إسطنبول، وقام بعدها بالسفر إلى فرنسا.